# 中国共产党沅陵县委员会
中国共产党沅陵县委员会（简称中共沅陵县委）是中国共产党在湖南省怀化市沅陵县的领导机关。

## 沿革
中国抗日战争时期，中国共产党沅陵县委员会成立，书记丁务淳。1948年9月18日，中国人民解放军第38军（今中国人民解放军82集团军）进驻沅陵县县城，10月8日中共沅陵县工委成立。1949年6月改称中国共产党沅陵县委员会。

### 反腐败工作
2015年5月22日，湖南省纪委发布消息，李自成因涉嫌严重违纪，接受组织调查，12月3日，李自成遭到开除党籍、开除公职（双开）处分。2016年3月8日，李自成受贿罪一案由益阳市人民检察院向益阳市中级人民法院提起公诉，12月8日，李自成犯受贿罪，判处有期徒刑10年，并且处没收个人财产人民币100万元。
2015年10月，黄泽春涉嫌严重违纪，接受组织调查，12月3日，黄泽春遭到开除党籍、开除公职处分，之后遭到逮捕。2017年2月3日，黄泽春涉嫌受贿罪、贪污罪一案，由长沙市检察院依法向长沙市中级法院提起公诉，8月24日开庭审理了其受贿案。

## 职责
根据《中国共产党地方委员会工作条例》，中国共产党地方委员会主要实行政治、思想和组织领导，承担下列职能：
1. 对本地区重大问题作出决策。
2. 通过法定程序使党组织的主张成为地方性法规、地方政府规章或者其他政令。
3. 加强对本地区宣传思想文化工作的领导，牢牢掌握意识形态工作领导权、话语权。
4. 按照干部管理权限任免和管理干部，向地方国家机关、政协组织、人民团体、国有企事业单位等推荐重要干部。
5. 支持和保证人大、政府、政协、法院、检察院、人民团体等依法依章程独立负责、协调一致地开展工作，发挥这些组织中党组的领导核心作用。
6. 加强对本地区群团工作和统一战线工作的领导。
7. 动员、组织所属党组织和广大党员，团结带领群众实现党的目标任务。

## 历任书记
| 姓名   | 就任日期   | 卸任日期   | 备注   |
| ------ | ---------- | ---------- | ------ |
| 丁务淳 |            |            | [ 1 ]  |
| 陈楚   |            |            | [ 1 ]  |
| 王振宗 |            |            | [ 1 ]  |
| 崔强   |            |            | [ 1 ]  |
| 孙诚   |            |            | [ 1 ]  |
| 苏君   |            |            | [ 1 ]  |
| 武洪光 |            |            | [ 1 ]  |
| 马凤池 |            |            | [ 1 ]  |
| 武洪光 |            |            | [ 1 ]  |
| 平吉奎 |            |            | [ 1 ]  |
| 宋文溥 |            |            | [ 1 ]  |
| 于作才 |            |            | [ 1 ]  |
| 卓康宁 |            |            | [ 1 ]  |
| 平吉奎 |            |            | [ 1 ]  |
| 黎玉书 |            |            | [ 1 ]  |
| 黄伯炎 |            |            | [ 1 ]  |
| 张贻国 |            |            | [ 1 ]  |
| 龙金华 |            |            | [ 1 ]  |
| 邓元武 |            |            | [ 1 ]  |
| 刘生再 |            |            | [ 1 ]  |
| 谢宏有 |            |            | [ 1 ]  |
| 李自成 | 2006年3月  | 2008年12月 | [ 7 ]  |
| 黄泽春 | 2008年12月 | 2012年5月  | [ 8 ]  |
| 刘志良 | 2012年6月  | 2015年12月 | [ 9 ]  |
| 钦代寿 | 2015年11月 | 2021年5月  | [ 10 ] |
| 刘向阳 | 2021年5月  |            | [ 11 ] |